# Chelostoma sublamellum
Chelostoma sublamellum är en biart som beskrevs av Wu 1992. Chelostoma sublamellum ingår i släktet blomsovarbin, och familjen buksamlarbin. Inga underarter finns listade i Catalogue of Life.